# Zudáñez (gemeente)
Zudáñez is een gemeente (municipio) in de Boliviaanse provincie Jaime Zudáñez in het departement Chuquisaca. De gemeente telt naar schatting 12.247 inwoners (2018). De hoofdplaats is Zudáñez.